# Sedmerovec
Sedmerovec es un municipio del distrito de Ilava en la región de Trenčín, Eslovaquia, con una población estimada a final del año 2024 de 419 habitantes.
Se encuentra ubicado al norte de la región, cerca del río Váh (cuenca hidrográfica del río Danubio) y de la frontera con la República Checa.

## Demografía
| Año        | 1994 | 2004    | 2014    | 2024    |
| ---------- | ---- | ------- | ------- | ------- |
| Población  | 403  | 410     | 428     | 419     |
| Diferencia |      | +1,73 % | +4,39 % | −2,10 % |

| Año        | 2023 | 2024    |
| ---------- | ---- | ------- |
| Población  | 424  | 419     |
| Diferencia |      | −1,17 % |